# One Love (album de Blue)
Pour les articles homonymes, voir One Love.
Albums de Blue
All Rise
(2001) Guilty
(2003)
Singles
1. One Love
Sortie : 21 octobre 2002
2. Sorry Seems to Be the Hardest Word
Sortie : 9 décembre 2002
3. U Make Me Wanna
Sortie : 17 mars 2003
4. Supersexual
Sortie : 11 mai 2003

One Love est le deuxième album studio du boys band anglais Blue, sorti le 4 novembre 2002. L'album a atteint la 1re place du classement britannique et la 32e place en France. Il a été certifié quadruple disque de platine au Royaume-Uni. Collectivement, l'album et ses singles se sont vendus à plus de 5 millions d'exemplaires dans le monde.
Quatre singles ont été extraits de l'album : One Love, qui a culminé à la troisième place au Royaume-Uni, Sorry Seems to Be the Hardest Word avec Elton John, qui a atteint la première place dans quatre pays ainsi que plusieurs disques d'or, U Make Me Wanna, qui est arrivé à la quatrième place au Royaume-Uni et Supersexual qui a été un succès en Espagne.

## Singles
Le premier single de l'album, One Love, est sorti le 21 octobre 2002. Le single a atteint la 3e place du UK Singles Chart, la 36e place du Top 40 australien, la 5e place en Nouvelle-Zélande et la 4e place en Irlande. La chanson a reçu une certification d'argent pour des ventes de plus de 200 000 exemplaires au Royaume-Uni.
Le 9 décembre 2002, Sorry Seems to Be the Hardest Word est sortie comme deuxième single de l'album. La chanson est une reprise du succès du même nom d'Elton John, il participe également dans cette version. Le single a culminé à la 1re place au Royaume-Uni, en Écosse, en Hongrie et aux Pays-Bas ainsi que les places 43 en Australie, 5 en Nouvelle-Zélande et 3 en Irlande. La chanson a reçu une certification d'or pour plus de 500 000 exemplaires vendus au Royaume-Uni.
U Make Me Wanna est le troisième single, sorti en mars 2003. Le single a atteint la 4e place au Royaume-Uni. La chanson a été vendue à plus de 100 000 exemplaires au Royaume-Uni.
Supersexual est sorti en mai 2003 tant que quatrième single de l'album. Il a été sorti dans quelques pays seulement, notamment en Espagne où le single atteint la 3e position du classement des singles espagnols, devenant l'un des singles les plus réussis de Blue dans le pays. Un clip vidéo pour la chanson a été enregistré, avec des images de la tournée One Love du groupe.

## Liste des pistes
| 1.    | One Love                                                  | - Duncan James - Lee Ryan - Simon Webbe - Antony Costa - Mikkel S. Eriksen, Tor Erik Hermansen, Hallgeir Rustan | Stargate                 | 3:25 |
| 2.    | Riders                                                    | - James - Ryan - Webbe - Costa - Eriksen - Hermansen - Hallgeir Rustan                                          | Stargate                 | 3:45 |
| 3.    | Flexin'                                                   | - David Dawood - Webbe - Joe Belmaati - Mich Hansen                                                             | Cutfather & Joe          | 4:02 |
| 4.    | Sorry Seems to Be the Hardest Word (featuring Elton John) | - Elton John - Bernie Taupin                                                                                    | Stargate                 | 3:41 |
| 5.    | She Told Me                                               | - James - Ryan - Webbe - Costa - Eriksen - Hermansen - Rustan                                                   | Stargate                 | 4:01 |
| 6.    | Right Here Waiting                                        | - Rob Davis - Martin Harrington - Ash Howes                                                                     | Davis, Harrington, Howes | 3:33 |
| 7.    | U Make Me Wanna                                           | - John McLaughlin - Harry Wilkins - Steve Robson                                                                | Stargate                 | 3:47 |
| 8.    | Ain't Got You                                             | - James - Ryan - Webbe - Costa - Eriksen - Hermansen - Rustan                                                   | Stargate                 | 4:33 |
| 9.    | Supersexual                                               | - James - Ryan - Webbe - Costa - Gary Barlow - Eliot Kennedy - Tim Woodcock                                     | True North               | 3:40 |
| 10.   | Don't Treat Me Like a Fool                                | - Angie Stone - Terry Britten                                                                                   | Cutfather & Joe          | 3:53 |
| 11.   | Get Down                                                  | Rob Davis, Duncan James                                                                                         | Rob Davis                | 4:10 |
| 12.   | Privacy                                                   | - Rasmus Bille Bahncke - René Tromborg - Remee - Ali Tennant - Webbe - Costa                                    | Supa'Flyas               | 4:00 |
| 13.   | Without You                                               | - Ryan - Mark Hall - Conner Reeves                                                                              | - Hall - Reeves          | 3:27 |
| 14.   | Invitation                                                | - Multiman - Jens Lomholt - Philip Dencker - Webbe - Tennant                                                    | Copenhaniacs             | 3:33 |
| 15.   | Like a Friend                                             | - John Themis - Costa - Tennant                                                                                 | John Themis              | 4:15 |
| 53:41 |                                                           | |                          |      |

| 16. | If You Come Back      | - Nicole Formescu - Lee Brennan - Ruffin - Ian Hope           | - Ray Ruffin - Pete Craigie | 3:29 |
| 17. | Sweet Thing           | - SUPA'FLYAS - Damon Sharpe - Lindy Robbins - Tennant - Webbe | SUPA'FLYAS                  | 3:38 |
| 18. | Blue in Japan (Video) |                                                               |                             |      |

| 16. | All Rise (Blacksmith R'n'B Radio Rub Dub) | - Hermansen - Mikkel SE - Rustan - Webbe | Blacksmith              | 4:14 |
| 17. | Too Close (Blacksmith R'n'B Club Rub)     | - Brown - Ford - Gist - Huggar - Lighty  | Ray Ruffin, Pete Cragie | 5:43 |

| 1.  | One Love: The Sequel (Music Video)                                       | - James - Ryan - Webbe - Costa - Eriksen - Hermansen - Rustan | StarGate, Ian Widgery      | 3:46 |
| 2.  | One Love: The Sequel (Making of the Video)                               | - James - Ryan - Webbe - Costa - Eriksen - Hermansen - Rustan | StarGate, Ian Widgery      | 3:46 |
| 3.  | One Love (Music Video)                                                   | - James - Ryan - Webbe - Costa - Eriksen - Hermansen - Rustan | StarGate                   | 3:38 |
| 4.  | Sorry Seems to Be the Hardest Word (Music Video) (featuring Elton John)  | - Elton John - Bernie Taupin                                  | Stargate                   | 3:41 |
| 5.  | U Make Me Wanna (Music Video)                                            | - McLaughlin - Wilkins - Robson                               | Stargate                   | 3:38 |
| 6.  | Don't Treat Me Like a Fool (Music Video)                                 | - Angie Stone - Terry Britten                                 | Cutfather & Joe            | 3:53 |
| 7.  | Live Tour Video Clips                                                    |                                                               |                            |      |
| 8.  | One Love: The Sequel                                                     | - James - Ryan - Webbe - Costa - Eriksen - Hermansen - Rustan | StarGate, Ian Widgery      | 3:46 |
| 9.  | Sorry Seems to Be the Hardest Word (Extended Mix) (featuring Elton John) | Elton John, Bernie Taupin                                     | Stargate                   | 4:04 |
| 10. | One Love (Octave Remix)                                                  | - James - Ryan - Webbe - Costa - Eriksen - Hermansen - Rustan | StarGate, Ian Widgery      | 3:54 |
| 11. | U Make Me Wanna (Urban North Edit)                                       | - McLaughlin - Wilkins - Robson                               | Stargate                   | 3:14 |
| 12. | Made for Loving You                                                      | - Barlow - Costa - James - Kennedy - Ryan - Webbe - Woodcock  | True North                 | 3:25 |
| 13. | Sweet Thing                                                              | - SUPA'FLYAS - Damon Sharpe - Lindy Robbins - Tennant - Webbe | SUPA'FLYAS                 | 3:38 |
| 14. | Get Ready                                                                | Smokey Robinson                                               | - Ian Levine - Clive Scott | 3:23 |

| 1. | One Love (Video)               |  |
| 2. | If You Come Back (Video)       |  |
| 3. | All Rise (Video)               |  |
| 4. | Long Time (Video)              |  |
| 5. | Fly By II (Video)              |  |
| 6. | One Love (Making of the Video) |  |
| 7. | Interview                      |  |

## Classements et certifications
| Classement (2002–03)                | Meilleure position |
| ----------------------------------- | ------------------ |
| Allemagne (Media Control AG)        | 15                 |
| Australie (ARIA)                    | 61                 |
| Autriche (Ö3 Austria Top 40)        | 19                 |
| Belgique (Flandre Ultratop)         | 23                 |
| Danemark (Tracklisten)              | 24                 |
| Écosse (OCC)                        | 2                  |
| Espagne (Promusicae)                | 75                 |
| Europe (European Top 100 Albums)    | 6                  |
| France (SNEP)                       | 32                 |
| Irlande (IRMA)                      | 5                  |
| Italie (FIMI)                       | 10                 |
| Japon (Oricon)                      | 9                  |
| Japon (Oricon International Albums) | 1                  |
| Norvège (VG-lista)                  | 9                  |
| Nouvelle-Zélande (RIANZ)            | 21                 |
| Pays-Bas (Mega Album Top 100)       | 6                  |
| Portugal (AFP)                      | 30                 |
| Royaume-Uni (UK Albums Chart)       | 1                  |
| Suède (Sverigetopplistan)           | 56                 |
| Suisse (Schweizer Hitparade)        | 31                 |
| Turquie (Nielsen SoundScan)         | 17                 |

| Classement (2002)             | Position |
| ----------------------------- | -------- |
| Irlande (IRMA)                | 5        |
| Royaume-Uni (UK Albums Chart) | 5        |

| Classement (2003)             | Position |
| ----------------------------- | -------- |
| Italie (IFPI)                 | 52       |
| Royaume-Uni (UK Albums Chart) | 26       |
| Suisse (Schweizer Hitparade)  | 73       |

| Classement (2000–09)          | Position |
| ----------------------------- | -------- |
| Royaume-Uni (UK Albums Chart) | 76       |

### Certifications
| Région                                                                                                 | Certification | Ventes/Streams |
| --- | ------------- | -------------- |
| Allemagne (BM)                                                                                         | Or            | 150 000^       |
| Danemark (IFPI)                                                                                        | Or            | 25 000^        |
| Irlande (IRMA)                                                                                         | 3 × Platine   | 45 000x        |
| Italie (FIMI)                                                                                          | Or            | 50 000*        |
| Japon (RIAJ)                                                                                           | Platine       | 250 000^       |
| Nouvelle-Zélande (RMNZ)                                                                                | Or            | 7 500^         |
| Pays-Bas (NVPI)                                                                                        | Or            | 40 000^        |
| Royaume-Uni (BPI)                                                                                      | 4 × Platine   | 1 200 000^     |
| Suisse (IFPI)                                                                                          | Or            | 20 000x        |
| Résumé                                                                                                 |               |                |
| Europe (IFPI)                                                                                          | 2 × Platine   | 1 000 000*     |
| *Ventes selon la certification ^Mise en rayon selon la certification xNon précisé par la certification |               |                |